# حاسی زهانه
حاسی زهانه (به عربی: حاسی زهانة) یک شهرداری در الجزایر است که در استان سیدی بلعباس واقع شده‌است.